# Bribri

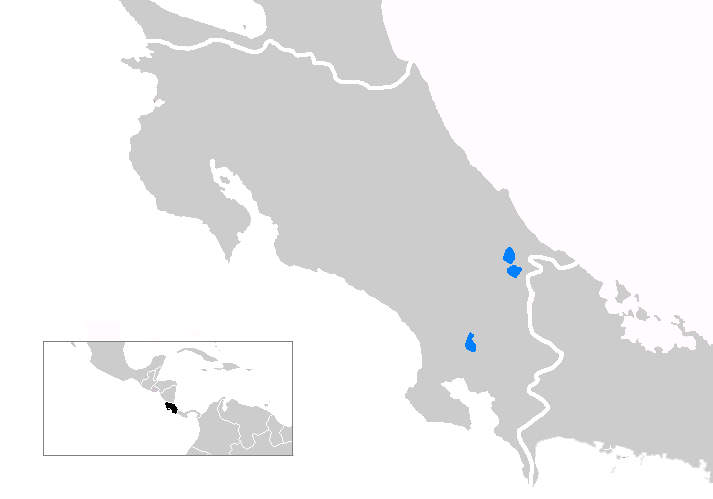
Nella mappa riportata in alto sono evidenziate in verde le aree degli attuali stanziamenti delle tribù Bribri

I Bribri sono uno dei popoli aborigeni americani che abitano alcune aree rurali e forestali della Costa Rica.

## Descrizione
In epoca precolombiana tanto i Bribri, come l'altro popolo aborigeno dei Cabécares, erano stanziati lungo la Cordigliera di Talamanca. Le tribù dei Bribri erano guidate dal capotribù, conosciuto come cacicco.
All'arrivo dei conquistatori europei la popolazione dei Bribri, sommata a quella dei Cabécares, ammontava a circa 27.000 unità.
Attualmente circa 10.000 Bribri (9.645 secondo il censimento del 2000) abitano ancora le foreste costaricane, principalmente nelle riserve indigene di Salitre e Cabagra, ubicate nel sud del paese (Provincia di Puntarenas) e nella Riserva di Talamanca, lungo il corso del fiume Sixaola, al confine con Panama.
I Bribri hanno conservato la propria lingua (il Bribri), sia in forma orale che scritta. Sono dediti principalmente all'agricoltura (cacao e platano), all'allevamento dei suini, alla caccia e alla pesca. Fabbricano artigianalmente cesti e strumenti musicali utilizzando materie prime naturali.
I Bribri vivono in capanne di legno con tetti di fogliame essiccato; amano l'indipendenza e la solitudine: molto spesso una capanna dista anche più di un'ora di cammino dalla capanna bribri più vicina.
I Bribri (e anche i Cabécares) credono in un essere supremo, il dio Sibu, onnipotente ed eterno.
Sibu creò l'uomo a partire dai chicchi di mais. Secondo le tradizioni orali i semi del mais furono portati da un luogo, chiamato Sula Kaska (in Bribri: luogo del destino). I semi che Sibu aveva raccolto erano di mais nero, bianco e rossastro. Da questi colori discendettero le varie razze degli uomini.
Di particolare interesse per gli studi antropologici il fatto che i Bribri definiscano gli uomini non-bribri, con il termine gna, che significa cacca, e perciò da evitare.
Sempre secondo la tradizione, Sibu portò i semi di mais durante la notte; per questo motivo gli sciamani dei Bribri, chiamati Awá, esercitano i loro riti e curano i malati soltanto di notte.